# Tuanjie (köpinghuvudort i Kina, Hunan Sheng, lat 28,55, long 109,38)
Tuanjie (kinesiska: 团结, 团结镇) är en köpinghuvudort i Kina. Den ligger i provinsen Hunan, i den södra delen av landet, omkring 350 kilometer väster om provinshuvudstaden Changsha. Antalet invånare är 19 278. Befolkningen består av 9 374 kvinnor och 9 904 män. Barn under 15 år utgör 21,0 %, vuxna 15-64 år 69 %, och äldre över 65 år 8,0 %.
Runt Tuanjie är det ganska tätbefolkat, med 239 invånare per kvadratkilometer. Närmaste större samhälle är Huayuan, 10,5 km öster om Tuanjie. I omgivningarna runt Tuanjie växer huvudsakligen savannskog.
Genomsnittlig årsnederbörd är 1 719 millimeter. Den regnigaste månaden är maj, med i genomsnitt 303 mm nederbörd, och den torraste är december, med 32 mm nederbörd.